# Aleš Zářický
Aleš Zářický (* 31. července 1973, Bohumín) je český vysokoškolský učitel a hospodářský historik, působí na Katedře historie Filozofické fakulty Ostravské univerzity v Ostravě.

## Život a dílo
Aleš Zářický se narodil v roce 1973 v Bohumíně. V letech 1993–1998 absolvoval dělené magisterské studium historie na FF OU v Ostravě, poté v letech 2000–2002 úspěšně završil obě dvě zahájená doktorská studia (PhDr. – 2000; Ph.D. – 2000–2002). V roce 2006 se habilitoval v oboru Českých a československých dějin, o pět let později byl již jmenován profesorem ve stejném oboru, avšak se zaměřením na hospodářské a sociální dějiny.
Dne 12. října 2010 byl slavnostně uveden do funkce děkana FF OU, v úřadu nahradil dlouholetou děkanku a také spoluzakladatelku FF OU doc. PhDr. Evu Mrhačovou, Csc.

### Publikační činnost (výběr)
- Kubů, Eduard; Šouša, Jiří; Zářický, Aleš (eds.). Český a německý sedlák v zrcadle krásné literatury 1848–1948: diskurz mezi historií a literární vědou na téma selského a hraničářského románu. 1. vyd. Praha: Dokořán; Ostrava: Ostravská univerzita v Ostravě, 2014. 745 S.
- Knob, Stanislav; Zářický, Aleš. Nástin dějin výroby od pravěku po současnost. Část 1: Energetika, zemědělství a průmysl. 1. vyd. Ostrava: FF OU v Ostravě, 2010. 264 S.
- Myška, Milan; Zářický, Aleš (eds.). Člověk v Ostravě v XIX. století. 1. vyd. Ostrava: FF OU v Ostravě v nakl. Kazimierz Gajdzica, 2007. 255 S.
- Rothschildové a ti druzí, aneb, Dějiny velkopodnikání v Rakouském Slezsku před první světovou válkou. 1. vyd. Ostrava: FF OU, 2005. 200 S.
- Ve stínu těžních věží: historie dobývání kamenného uhlí v petřvaldské dílčí pánvi od počátku prospektorské činnosti do roku 1906. 1. vyd. Ostrava: FF OU, 2004. 262 S.